# Алигар
Алигар је град у Индији, у истоименом округу државе Утар Прадеш. Према незваничним резултатима пописа 2011. у граду је живело 872.575 становника.

## Историја
У време британске управе у Индији,  Алигар је био важна војна база британске војске. Током Индијског устанка 1857, 9. пук домородачке пешадије (сепоја) Бенгалске армије, стациониран у граду, побунио су се против британске власти 20. маја 1857.

## Демографија
По попису становништва из 2001. године град је имао 669.087 становника.  По последњем попису из 2011. град је имао 874.408 становника, од чега 52,6 % мушкараца, 31,5 % неписмених и 34 % запослених.
| 1991.   | 2001.   | 2011.   |
| ------- | ------- | ------- |
| 480.520 | 669.087 | 872.575 |